# El gat negre
|  | No s'ha de confondre amb el símbol anarquista El Gat Negre ni amb el cabaret El Gat Negre.. |

El gat negre és un relat d'Edgar Allan Poe, publicat el 19 d'agost de 1843 al Saturday Evening Post de Nova York, amb el títol original de The black cat.
Narrat en primera persona, el protagonista explica la seva peculiar relació amb un gat negre, "Plutó", que esdevé una mena d'aliat i alhora enemic en la relació amb la muller. Endut per la "llei de la Perversitat", el mata, però n'adopta un altre, també negre i borni, que l'indueix, segons el narrador, a assassinar la seva pròpia muller.
El conte acaba amb la descoberta del gat viu entre el cadàver descompost de la dona morta: Sobre el seu cap, amb la boca vermella oberta i l'únic ull com de foc, estava ajupida l'horrible bèstia, l'astúcia de la qual m'havia induït a l'assassinat, i el bram delator de la qual em lliurava al botxí. Havia emparedat el monstre a la tomba!
És el típic relat d'horror pur de Poe, hi apareixen els temes recurrents de tota la seva obra narrativa: el mal pel mal, l'agonia aliada amb la decadència moral, la mort no completa, la irracionalitat d'una possessió demoníaca. Segons cita el seu traductor al castellà, l'escriptor Julio Cortázar, el crític Alfred Colling diu que es tracta d'una metàfora de la relació entre Poe, la seva muller Virginia i la gata Caterina. Per la psicoanalista Marie Bonaparte hi ha molts elements del subconscient en aquest conte, un dels més densos del corpus narratiu de Poe. En cinema es va fer una adaptació en la pel·lícula d'episodis Tales of Terror dirigida per Roger Corman (1963).